# II (álbum de Sahg)
II (también llamado Sahg II) es el segundo álbum de estudio de la banda de hard rock noruega Sahg, publicado el 18 de marzo de 2008, bajo el sello discográfico sueco Regain Records.
El disco fue grabado como un trío tras la salida del baterista original Kvitrafn, algunos meses antes. En su lugar, el productor Brynjulv Guddal fue el baterista de sesión. Del mismo modo, cuenta con varios vocalistas invitados en "From Conscious Sleep".
Fue realizado un vídeo musical para "Pyromancer", dirigido por Asle Birkeland.

## Lista de canciones
| N.º | Título                    | Letras       | Música             | Duración |  |
| 1.  | «Ascent to Decadence»     | Iversen      | Iversen, Tofthagen | 4:12     |  |
| 2.  | «Echoes Ring Forever»     | Iversen      | Tofthagen          | 6:17     |  |
| 3.  | «From Conscious Sleep»    | Instrumental | Tofthagen          | 2:15     |  |
| 4.  | «Star-Crossed»            | Iversen      | Tofthagen          | 6:25     |  |
| 5.  | «Escape The Crimson Sun»  | Iversen      | Iversen, Tofthagen | 4:54     |  |
| 6.  | «Pyromancer»              | Iversen      | Iversen, Tofthagen | 3:56     |  |
| 7.  | «Wicked Temptress»        | Iversen      | Tofthagen          | 5:10     |  |
| 8.  | «By The Toll Of The Bell» | Iversen      | King               | 4:34     |  |
| 9.  | «Monomania»               | Iversen      | Tofthagen          | 10:58    |  |

## Personal

### Sahg
- Olav Iversen - Voz, Guitarra, Percusión, Mandola (Pista 5)
- Thomas Tofthagen - Guitarra
- King – Bajo

### Músicos invitados
- Brynjulv Guddal - Batería, percusión, teclados, piano, órgano Hammond
- Torkjell Rød, Per Vidar Staff, Marita Moe Sandven, Lindy Fay Hella, Elise Heradstveit Schei - Voz (coros) (Pista 3)

### Producción e ingeniería
- Martin Kvamme - Arte de la cubierta
- Thor Brødreskift - Fotografía
- Brynjulv Guddal - Productor, Ingeniería
- Rob Caggiano - mezcla, masterización
- Paul Orofino - mezcla, masterización
- Mezclado y masterizado en Millbrook Sound Studio, Millbrook, Nueva York